# BellSouth Open 2003
BellSouth Open 2003 — тенісний турнір, що проходив на ґрунтових кортах у місті Вінья-дель-Мар, Чилі з 10 лютого . Належав до категорії ATP International Series, був турніром серії Chile Open 2003 року.

## Фінальна частина

### Одиночний розряд
Давід Санчес —  Марсело Ріос 1–6, 6–3, 6–3

### Парний розряд
Агустін Кальєрі /  Маріано Худ —  Франтішек Чермак /  Леош Фридль 6–3, 1–6, 6–4